# Щільність кісток

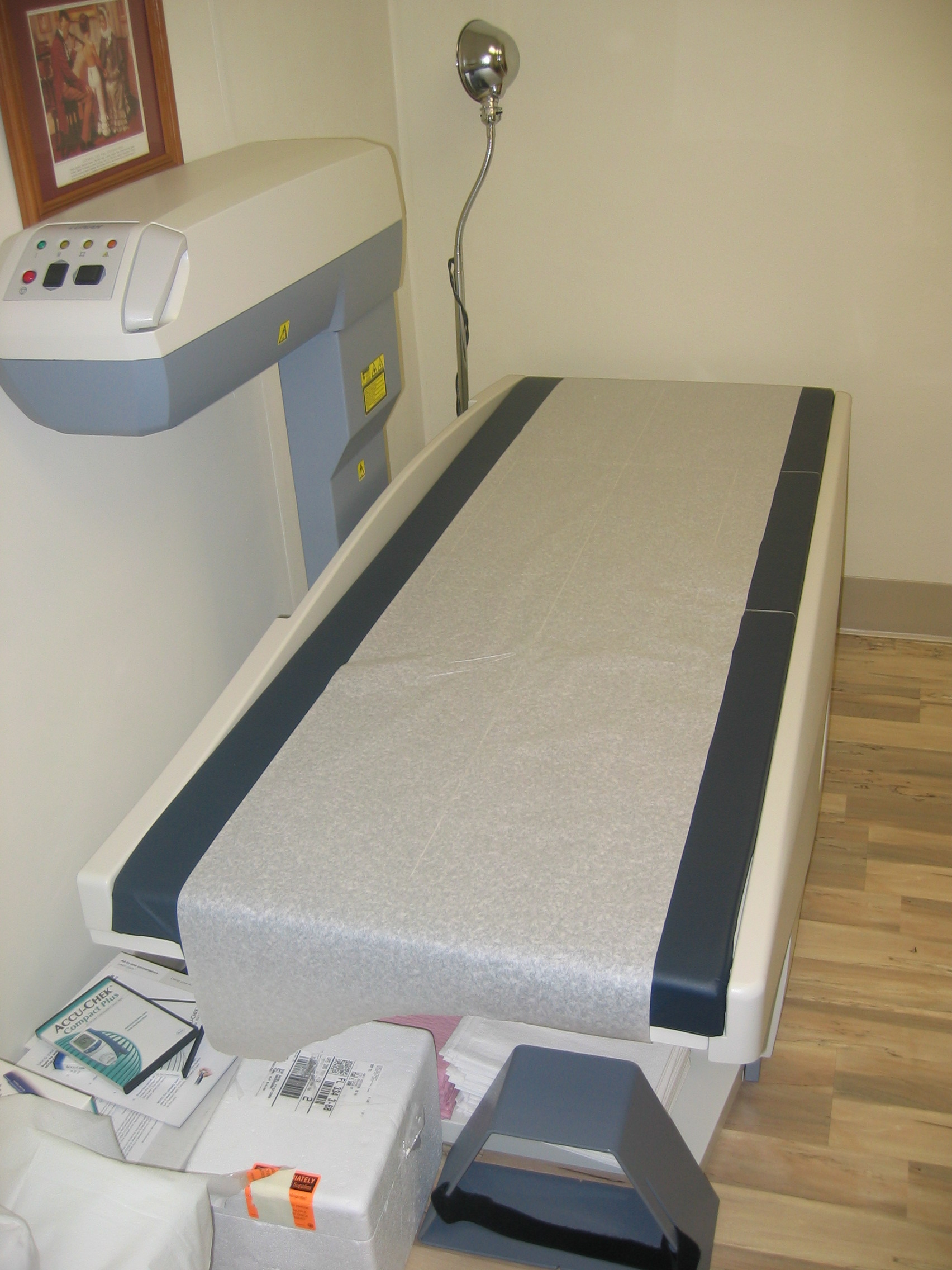
Сканер, який використовується для вимірювання щільності кісток за допомогою двохенергетичної рентгенівської денситометрії.

Щільність (густина) кісток або мінеральна щільність (густина) кісток — це кількість кісткового мінералу в кістковій тканині. Визначення цього показника полягає у співвідношенні маси мінералів на об'єм кістки (що стосується щільності у фізичному сенсі), хоча клінічно вона вимірюється непрямим способом відповідно до оптичної щільності на квадратний сантиметр поверхні кістки під час медичної візуалізації. Вимірювання щільності кісткової тканини використовується в медицині як непрямий показник остеопорозу та ризику переломів. Цей показник вимірюють за допомогою денситометрії, процедури, яку часто виконують у відділеннях радіології чи ядерної медицини лікарень чи клінік. Вимірювання є безболісним, неінвазивним і передбачає використання низьких доз опромінення. Вимірювання найчастіше проводять у поперековому відділі хребта і у верхній частині стегна. Якщо стегно та поперековий відділ хребта недоступні, можна використовувати кістки передпліччя.
Існує статистичний зв'язок між низькою щільністю кісток і високою ймовірністю переломів. Переломи кісток ніг і кісток тазу внаслідок падінь є серйозною проблемою для системи охорони здоров'я, особливо у літніх жінок, що призводить до значних витрат на лікування, неможливості жити самостійно і навіть до ризику смерті. Вимірювання щільності кісткової тканини використовується для скринінгу людей щодо ризику остеопорозу та виявлення тих, кому можуть бути корисні заходи щодо покращення міцності кісток.

## Дослідження
Дослідження щільності кісткової тканини може виявити остеопороз або остеопенію. Дослідження щільності кісткової тканини не рекомендуються людям без факторів ризику слабкості кісток що, найімовірніше, призведе до проведення непотрібного втручання, а не до виявлення патології.

### Показання до обстеження
Фактори ризику низької щільності кісткової тканини та основні міркування щодо дослідження щільності кісткової тканини включають:
- жінки віком 65 років і старші;[4]
- чоловіки віком 70 років і старші;[4]
- люди віком понад 50 років з:
  - попереднім переломом кістки внаслідок незначної травми;[4]
  - ревматоїдним артритом;[4]
  - низькою масою тіла;[4]
  - обтяженим родинним анамнезом (переломом стегна принаймні в одного з батьків);[4]
- особи з аномаліями хребців;[6]
- особи, які отримують або планують отримувати тривалу терапію глюкокортикоїдами (стероїдами);[6]
- особи з первинним гіперпаратиреозом;[6]
- особи, які перебувають під наглядом для оцінки відповіді або ефективності схваленої лікарської терапії остеопорозу;[6]
- коли планується андроген-деприваційна терапія раку передміхурової залози;
- особи з розладами харчової поведінки в анамнезі.[6]

Інші фактори, пов'язані з ризиком низької щільності кісткової тканини та необхідністю дослідження, включають куріння, вживання алкоголю, тривале використання кортикостероїдних препаратів і дефіцит вітаміну D.
Результати дослідження повідомляються у трьох формах:
- виміряна поверхнева щільність в г*см−2;
- Z-показник: кількість стандартних відхилень вище або нижче середнього значення для віку, статі та етнічної приналежності пацієнта;
- T-показник: кількість стандартних відхилень вище або нижче середнього для здорової 30-річної дорослої людини тієї ж статі та етнічної приналежності, що й пацієнт.

### Види досліджень
Ці дослідження включають:

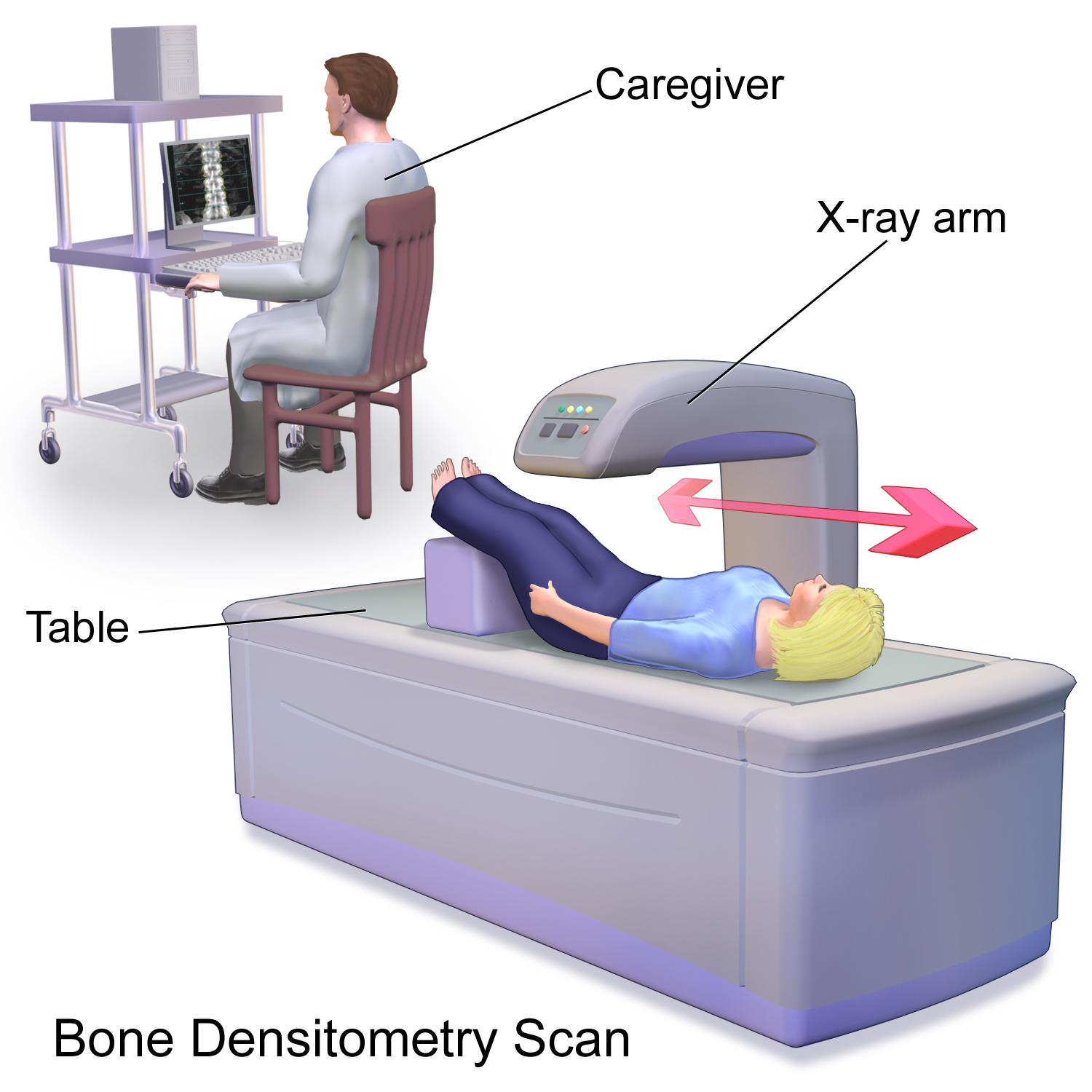
Ілюстрація денситометрії кісток

- Двохенергетична рентгенівська абсорбціометрія (англ. Dual-energy X-ray absorptiometry — DXA або DEXA).
- Оцінка трабекулярності кістки (англ. Trabecular bone score).
- Подвійна рентгенівська абсорбціометрія та лазер (англ. Dual X-ray absorptiometry and laser — DXL).
- Кількісна комп'ютерна томографія (ККТ).
- Ультразвукова кількісна денситометрія (англ. Quantitative ultrasound — QUS).
- Однофотонна абсорбціометрія (англ. Single photon absorptiometry — SPA).
- Двофотонна абсорбціометрія (англ. Dual photon absorptiometry — DPA).
- Цифрова рентгенівська радіограмметрія (англ. Digital X-ray radiogrammetry — DXR).
- Одноенергетична рентгенівська абсорбціометрія (англ. Single energy X-ray absorptiometry — SEXA).

Станом на 2016 рік DXA є найпоширенішим методом дослідження. DXA працює шляхом вимірювання певної кістки або кісток, зазвичай хребта, стегна та зап'ястка. Потім щільність цих кісток порівнюється із середнім показником, що базується на віці, статі та антропометричних розмірах. Отримане порівняння використовується для визначення ризику переломів і стадії остеопорозу (за наявності) у людини.
Кількісне ультразвукове дослідження (QUS) було описано як більш економічно ефективний підхід для вимірювання щільності кісткової тканини порівняно з DXA.
Середня мінеральна щільність кісткової тканини = BMC/W [г/см2], де
- BMC = мінеральний вміст кістки, г/см
- W = ширина сканованої лінії, см.

### Інтерпретація
Результати, як правило, оцінюються за двома параметрами: Т-показником і Z-показником. Показники вказують на те, наскільки мінеральна щільність кісткової тканини відрізняється від середнього значення в популяції. Негативні показники вказують на нижчу щільність кісткової тканини, а позитивні — на більшу.
Менш ніж у 0,5 % пацієнтів, які пройшли DXA -сканування, було виявлено, що T- або Z-показник перевищує +4,0 часто є причиною надзвичайно високої кісткової маси (HBM) і пов'язане з легкою скелетною дисплазією та нездатністю плавати у воді.

#### Т-показник
Т-показник є відповідним показником при скринінгу остеопорозу. Це мінеральна щільність кісткової тканини в цьому місці порівняно з «нормальним еталонним середнім значенням у молодому віці». Це порівняння мінеральної щільності кісткової тканини пацієнта з показниками здорової 30-річної людини. Стандарт США передбачає використання даних для 30-річної жінки тієї ж статі та етнічної приналежності, але ВООЗ рекомендує використовувати дані для 30-річної білої жінки для всіх. Значення для 30-річних використовуються для жінок у постменопаузі та чоловіків віком понад 50 років, оскільки вони краще передбачають ризик майбутнього перелому. Критерії Всесвітньої організації охорони здоров'я:
- нормальним вважається T-показник —1,0 або вище;[14]
- остеопенія визначається при Т-показнику від —1,0 до —2,5;
- остеопороз визначається при Т-показнику —2,5 або нижче, що означає щільність кісткової тканини, яка на два з половиною стандартних відхилення нижче середнього значення для 30-річного чоловіка/жінки.

| Категорія ВООЗ | Вік 50–64 | Вік > 64 | Загалом |
| -------------- | --------- | -------- | ------- |
| Норма          | 5.3       | 9.4      | 6.6     |
| Остеопенія     | 11.4      | 19.6     | 15.7    |
| остеопороз     | 22.4      | 46.6     | 40.6    |

#### Z-показник
Z-показник для щільності кісткової тканини є порівнянням із «віковою нормою» і зазвичай використовується у випадках тяжкого остеопорозу. Це стандартна оцінка або кількість стандартних відхилень мінеральної щільності кісткової тканини пацієнта, яка відрізняється від середнього для його віку, статі та етнічної приналежності. Це значення використовується у жінок у пременопаузі, чоловіків віком до 50 років, а також у дітей та підлітків. Якщо показник менший ніж 2 стандартні відхилення нижче цієї норми, корисно ретельно дослідити пацієнта на наявність супутніх захворювань або методів лікування, які можуть сприяти розвитку остеопорозу, наприклад глюкокортикоїдна терапія, гіперпаратиреоз або алкоголізм.

## Профілактика
Щоб запобігти зниженню щільності кісток, рекомендується вживати достатню кількість кальцію та вітаміну D. Достатня кількість кальцію визначається як 1000 мг на день, збільшуючись до 1200 мг для жінок віком понад 50 років і чоловіків понад 70 років. Достатня кількість вітаміну D визначається як 600 МО на день для дорослих віком від 19 до 70 років, 800 МО на день для людей віком понад 71 рік.
Фізичні вправи, особливо вправи з навантаженням і опором, є найефективнішими для побудови кісток. Вправи з обтяженнями включають ходьбу, біг підтюпцем, танці та піші прогулянки. Вправи з опором часто виконуються за допомогою підняття ваги.
Інші терапевтичні засоби, такі як естрогени (наприклад, естрадіол, кон'юговані естрогени), селективні модулятори естрогенових рецепторів (наприклад, ралоксифен, базедоксифен) і бісфосфонати (наприклад, алендронова кислота, ризедронова кислота), також можуть використовуватися для покращення або підтримки щільності кісток. Куріння тютюну та надмірне вживання алкоголю негативно впливають на щільність кісток. Надмірне споживання алкоголю визначається як більш ніж одна стандартна доза алкоголю на день для жінок і двох або більше на день для чоловіків.

## Генетичні чинники
Мінеральна щільність кісткової тканини дуже різна між людьми. Хоча існує багато факторів навколишнього середовища, які впливають на мінеральну щільність кісток, генетичні фактори відіграють найбільшу роль. Варіації мінеральної щільності кісткової тканини, за оцінками, мають коефіцієнт спадковості 0,6–0,8, що означає, що 60–80 % її варіацій успадковується від батьків. Через успадкованість мінеральної щільності кісткової тканини сімейна історія переломів вважається фактором ризику остеопорозу. Мінеральна щільність кісткової тканини є полігенною, і багато генетичних механізмів залишаються недостатньо вивченими.

### Генетичні захворювання, пов'язані з мінеральною щільністю кісткової тканини
Існує кілька рідкісних генетичних захворювань, які пов'язані з патологічними змінами мінеральної щільності кісток:
| Захворювання                     | Уражений ген | Успадкування         | Джерело       |
| -------------------------------- | ------------ | -------------------- | ------------- |
| Недосконалий остеогенез          | COLIA1       | Аутосомно-рецесивний | [ 24 ] [ 23 ] |
| Недосконалий остеогенез          | COLIA2       | Аутосомно-рецесивний | [ 24 ] [ 23 ] |
| Синдром псевдогліоми остеопорозу | LRP5         | Аутосомно-рецесивний | [ 23 ]        |
| Остеопетроз                      | TCIRGI       | Аутосомно-рецесивний | [ 23 ]        |
| Хвороба Камураті-Енгельмана      | TGFβ-1       | Аутосомно-рецесивний | [ 23 ]        |
| Хвороба Ван Бухема               | SOST         | Аутосомно-рецесивний | [ 23 ]        |
| Тяжкий дитячий остеопетроз       | CLCN7        | Аутосомно-рецесивний | [ 23 ]        |